# ماتياس جارديل

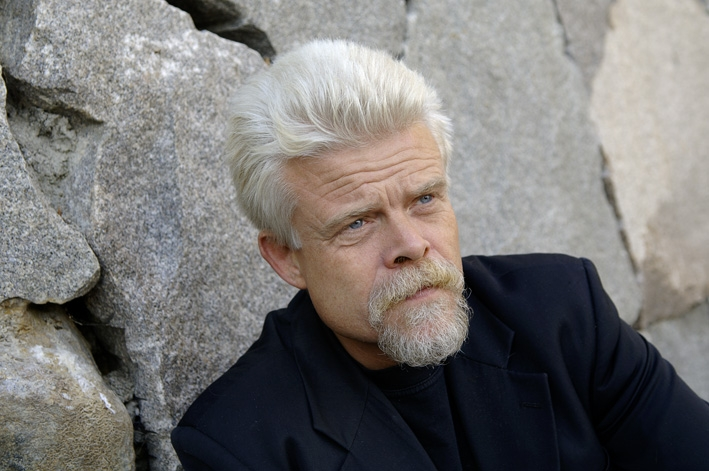
ماتياس جارديل

هانز برتيل ماتياس جارديل (ولد في 10 أغسطس 1959) هو مؤرخ سويدي وباحث في مقارنة الأديان. والحامل لكرسي ناثان سودربلوم في مقارنة الأديان من جامعة أوبسالا.